# Alexandra Cadanțu
Alexandra Cadanțu Ihnacik (Bucarest, 3 maggio 1990) è una tennista rumena.

## Biografia
Il padre era ingegnere, la madre ha lavorato nel settore della moda. Ha due fratelli, Dani ed Eddi.
Ha iniziato a giocare a tennis a tre anni. È allenata da Artemon Apostu, Adrian Gavrila e Adrian Cruciat. La sua superficie preferita è la terra. Alexandra parla rumeno, inglese e spagnolo.
Nel 2021 ha sposato il tennista bielorusso Uladzimir Ihnacik.

## Carriera
Il 26 febbraio 2012 perde la finale del Monterrey Open di Monterrey contro l'ungherese Tímea Babos con il punteggio di 4-6, 4-6.
Il 28 aprile 2012 perde in finale al Grand Prix SAR La Princesse Lalla Meryem di Fès insieme alla connazionale Irina-Camelia Begu contro la coppia formata dalla ceca Petra Cetkovská e dalla russa Aleksandra Panova con il punteggio di 6–3, 6(5)–7, [9–11].
Il 13 luglio 2014 vince il primo titolo WTA in doppio al BRD Bucarest Open di Bucarest insieme alla connazionale Elena Bogdan battendo in finale la coppia composta dalla turca Çağla Büyükakçay e dall'italiana Karin Knapp con il punteggio di 6-4, 3-6, [10-5].
Il 23 giugno 2024 ha annunciato il suo ritiro dalle competizioni.
Torna tuttavia a giocare, a distanza di più di un anno, il 26 Aprile 2025, nel circuito professionistico affrontando la rumena Marginean in un torneo UTR a Bucharest vincendo in 3 set.  

## Statistiche WTA

### Singolare

#### Sconfitte (1)
| Legenda               |
| --------------------- |
| Grande Slam (0)       |
| Argenti Olimpici (0)  |
| WTA Finals (0)        |
| Premier Mandatory (0) |
| Premier 5 (0)         |
| Premier (0)           |
| International (1)     |

| N. | Data             | Torneo                    | Superficie | Avversario in finale | Punteggio |
| 1. | 26 febbraio 2012 | Monterrey Open, Monterrey | Cemento    | Tímea Babos          | 4-6, 4-6  |

### Doppio

#### Vittorie (1)
| Legenda               |
| --------------------- |
| Grande Slam (0)       |
| Ori Olimpici (0)      |
| WTA Finals (0)        |
| Premier Mandatory (0) |
| Premier 5 (0)         |
| Premier (0)           |
| International (1)     |

| N. | Data           | Torneo                      | Superficie  | Partner      | Avversarie in finale         | Punteggio        |
| 1. | 13 luglio 2014 | BRD Bucarest Open, Bucarest | Terra rossa | Elena Bogdan | Çağla Büyükakçay Karin Knapp | 6-4, 3-6, [10-5] |

#### Sconfitte (2)
| Legenda               |
| --------------------- |
| Grande Slam (0)       |
| Argenti Olimpici (0)  |
| WTA Finals (0)        |
| Premier Mandatory (0) |
| Premier 5 (0)         |
| Premier (0)           |
| International (2)     |

| N. | Data           | Torneo                                        | Superficie  | Partner            | Avversarie in finale                  | Punteggio           |
| 1. | 28 aprile 2012 | Grand Prix SAR La Princesse Lalla Meryem, Fès | Terra rossa | Irina-Camelia Begu | Petra Cetkovská Aleksandra Panova     | 6-3, 6(5)-7, [9-11] |
| 2. | 17 luglio 2016 | BRD Bucarest Open, Bucarest                   | Terra rossa | Katarzyna Piter    | Jessica Moore Varatchaya Wongteanchai | 3-6, 6(5)-7         |

## Circuito WTA 125

### Singolare

#### Sconfitte (1)
| N. | Data           | Torneo                        | Superficie  | Avversario in finale | Punteggio     |
| 1. | 11 giugno 2017 | Croatian Bol Ladies Open, Bol | Terra rossa | Aleksandra Krunić    | 3-6, 0-3 rit. |

## Statistiche ITF

### Singolare

#### Vittorie (11)
| Torneo $100.000 (1) |
| Torneo $80.000 (0)  |
| Torneo $75.000 (0)  |
| Torneo $60.000 (0)  |
| Torneo $50.000 (0)  |
| Torneo $40.000 (0)  |
| Torneo $25.000 (4)  |
| Torneo $15.000 (1)  |
| Torneo $10.000 (5)  |

| N.  | Data              | Torneo                                             | Superficie  | Avversaria in finale | Punteggio        |
| 1.  | 10 settembre 2006 | Distrigaz Sud, Bucarest                            | Terra rossa | Irina-Camelia Begu   | 6–3, 1–6, 6–3    |
| 2.  | 15 luglio 2007    | Trofeul Distrigaz Sud, Bucarest                    | Terra rossa | Ioana Gaspar         | 6–2, 6–3         |
| 3.  | 23 maggio 2010    | ITF Women's Circuit Bucharest, Bucarest            | Terra rossa | Diana Enache         | 6–2, 6–4         |
| 4.  | 30 maggio 2010    | Trofeul Popeci, Craiova                            | Terra rossa | Mădălina Gojnea      | 5–7, 6–3, 6–0    |
| 5.  | 24 ottobre 2010   | Events Group ITF Women's Circuit, Ain Sokhna       | Terra rossa | Zuzana Zlochová      | 6–2, 6–3         |
| 6.  | 21 novembre 2010  | Rio Series de Tenis Feminio Etapa Niteroi, Niterói | Terra rossa | Julia Cohen          | 6–1, 1–6, 6–1    |
| 7.  | 5 dicembre 2010   | Hotel do Frade ITF Challeneger, Rio de Janeiro     | Terra rossa | Julia Cohen          | 6–1, 6–3         |
| 8.  | 11 settembre 2011 | Torneo Internazionale Regione Piemonte, Biella     | Terra rossa | Mariana Duque Mariño | 6–4, 6–3         |
| 9.  | 14 giugno 2015    | Trofeul Municipiului Galați, Galați                | Terra rossa | Cristina Dinu        | 6–4, 6(2)–7, 6–3 |
| 10. | 1º novembre 2020  | Heraklion Hellenic Zeus Circuit, Heraklion         | Terra rossa | Andreea Roșca        | 4–6, 6–3, 6–3    |
| 11. | 13 febbraio 2022  | Egypt Women's Future, Sharm el-Sheikh              | Cemento     | Marina Mel'nikova    | 0-6, 6-3, 6-3    |

#### Sconfitte (23)
| Torneo $100.000 (2) |
| Torneo $80.000 (0)  |
| Torneo $75.000 (0)  |
| Torneo $60.000 (2)  |
| Torneo $50.000 (1)  |
| Torneo $40.000 (0)  |
| Torneo $25.000 (10) |
| Torneo $15.000 (1)  |
| Torneo $10.000 (7)  |

| N.  | Data              | Torneo                                                        | Superficie  | Avversaria in finale    | Punteggio        |
| 1.  | 19 agosto 2007    | ITF Women's Circuit Constanta, Costanza                       | Terra rossa | Corina Corduneanu       | 6(5)-7, 6–3, 1–6 |
| 2.  | 2 settembre 2007  | Trofeul Boromir, Hunedoara                                    | Terra rossa | Elora Dabija            | 6(4)-7, 6–4, 2–6 |
| 3.  | 16 marzo 2008     | ITF Women's Circuit Cairo, Il Cairo                           | Terra rossa | Elena Čalova            | 2-6, 3-6         |
| 4.  | 3 agosto 2008     | Trofeul Ilie Nastase, Arad                                    | Terra rossa | Palma Kiraly            | 3-6, 2-6         |
| 5.  | 7 marzo 2010      | ITF Women's Circuit Madrid, Madrid                            | Terra rossa | Elisa Balsamo           | 1-6, 4-6         |
| 6.  | 5 settembre 2010  | ITF Women's Instirig Cup, Balș                                | Terra rossa | Mihaela Buzărnescu      | 3-6, 2-6         |
| 7.  | 22 novembre 2010  | Torneio Internacional de Tênis Cidade de Barueri, Barueri     | Cemento     | Conny Perrin            | 0-5 rit.         |
| 8.  | 16 gennaio 2011   | Plantation Open, Plantation                                   | Terra verde | Sharon Fichman          | 3–6, 6(2)-7      |
| 9.  | 29 maggio 2011    | Torneo Internazionale Femminile Città di Grado, Grado         | Terra rossa | Ajla Tomljanović        | 2-6, 4-6         |
| 10. | 26 giugno 2011    | Rolls Royce Women's Cup Kristinehamn, Kristinehamn            | Terra rossa | Jana Čepelová           | 4-6, 6-3, 4-6    |
| 11. | 2 ottobre 2011    | Telavi Open, Telavi                                           | Terra rossa | Aleksandra Panova       | 6-4, 1-6, 2-6    |
| 12. | 30 luglio 2012    | ITS Cup, Olomouc                                              | Terra rossa | María Teresa Torró Flor | 2-6, 3-6         |
| 13. | 19 maggio 2013    | Sparta Prague WTA, Praga                                      | Terra rossa | Lucie Šafářová          | 6-3, 1-6, 1-6    |
| 14. | 6 aprile 2015     | ITF Women's Circuit Chiasso, Chiasso                          | Terra rossa | Réka Luca Jani          | 6-3, 3-6, 6(6)-7 |
| 15. | 26 settembre 2015 | UTF Cup, Buča                                                 | Terra rossa | Kristína Kučová         | 6-4, 6(5)-7, 0-6 |
| 16. | 5 agosto 2018     | Knoll Open, Bad Saulgau                                       | Terra rossa | Laura Siegemund         | 4-6, 2-6         |
| 17. | 7 aprile 2019     | Forte Village International Tournament, Pula                  | Terra rossa | Kaja Juvan              | 1-6, 0-3 rit.    |
| 18. | 15 novembre 2020  | Heraklion Hellenic Zeus Circuit, Heraklion                    | Terra rossa | Romy Kölzer             | 3–6, 6–1, 2–6    |
| 19. | 29 agosto 2021    | Zubr Cup, Přerov                                              | Terra rossa | Linda Nosková           | 7-6(2), 4-6, 3-6 |
| 20. | 6 febbraio 2022   | Egypt Women's Future, Sharm el-Sheikh                         | Cemento     | Lucrezia Stefanini      | 2-6, 0-3 rit.    |
| 21. | 24 aprile 2022    | Orlando USTA Pro Circuit Event, Orlando                       | Terra verde | Mirjam Björklund        | 3-6, 4-6         |
| 22. | 10 giugno 2023    | Carinthian Ladies Lake´s Trophy, Pörtschach am Wörther See    | Terra rossa | Weronika Falkowska      | 6-4, 1-6, 1-6    |
| 23. | 5 agosto 2023     | Internazionali di Tennis del Friuli Venezia Giulia, Cordenons | Terra rossa | Veronika Erjavec        | 3-6, 4-6         |

### Doppio

#### Vittorie (12)
| Torneo $100.000 (1) |
| Torneo $80.000 (0)  |
| Torneo $75.000 (0)  |
| Torneo $60.000 (0)  |
| Torneo $50.000 (1)  |
| Torneo $40.000 (0)  |
| Torneo $25.000 (6)  |
| Torneo $15.000 (0)  |
| Torneo $10.000 (4)  |

| N.  | Data              | Torneo                                      | Superficie    | Compagna            | Avversarie in finale                   | Punteggio        |
| 1.  | 18 aprile 2010    | Bluesun Bol Ladies Open, Bol                | Terra rossa   | Alexandra Damaschin | Chantal Škamlová Romana Tabaková       | 6–2, 1–6, [10–5] |
| 2.  | 25 aprile 2010    | Solaris Sibenik Open, Sebenico              | Terra rossa   | Dalia Zafirova      | Maria Abramović Mădălina Gojnea        | 6–2, 6–3         |
| 3.  | 28 maggio 2010    | Trofeul Popeci, Craiova                     | Terra rossa   | Alexandra Damaschin | Tanya Germanlieva Dessislava Mladenova | 6–3, 6–3         |
| 4.  | 3 settembre 2010  | ITF Women's Instirig Cup, Balș              | Terra rossa   | Alexandra Damaschin | Martina Gledacheva Valentina Sulpizio  | 6–3, 7–5         |
| 5.  | 30 giugno 2011    | Swedish Ladies Ystad, Ystad                 | Terra rossa   | Diana Enache        | Mervana Jugić-Salkić Emma Laine        | 6–4, 2–6, [10–5] |
| 6.  | 2 settembre 2011  | Mamaia Idu Trophy, Mamaia                   | Terra rossa   | Elena Bogdan        | Marina Shamayko Sofia Shapatava        | 6–2, 6–2         |
| 7.  | 26 settembre 2014 | Royal Cup NLB Montenegro, Podgorica         | Terra rossa   | Stephanie Vogt      | Xenia Knoll Arantxa Rus                | 6–1, 3–6, [10–2] |
| 8.  | 25 ottobre 2015   | Open GDF Suez de Touraine, Joué-lès-Tours   | Cemento (i)   | Cristina Dinu       | Viktorija Golubic Alice Matteucci      | 7–5, 6–3         |
| 9.  | 9 novembre 2015   | Open Feminin 50, Équeurdreville-Hainneville | Cemento (i)   | Lesley Kerkhove     | Elizaveta Ianchuk Shérazad Reix        | 6–3, 6–4         |
| 10. | 18 febbraio 2017  | Altenkirchen Ladies Open, Altenkirchen      | Sintetico (i) | Cornelia Lister     | Tara Moore Conny Perrin                | 6–2, 3–6, [11–9] |
| 11. | 13 luglio 2018    | Hungarian Pro Circuit Ladies Open, Budapest | Terra rossa   | Chantal Škamlová    | Kaitlyn Christian Giuliana Olmos       | 6–1, 6–3         |
| 12. | 12 settembre 2020 | Città di Tarvisio Tennis Cup, Tarvisio      | Terra rossa   | Marie Benoît        | Anna Bondár Paula Ormaechea            | 6-1, 6-3         |

#### Sconfitte (12)
| Torneo $100.000 (3) |
| Torneo $80.000 (0)  |
| Torneo $75.000 (0)  |
| Torneo $60.000 (3)  |
| Torneo $50.000 (2)  |
| Torneo $40.000 (0)  |
| Torneo $25.000 (1)  |
| Torneo $15.000 (0)  |
| Torneo $10.000 (3)  |

| N.  | Data              | Torneo                                         | Superficie  | Compagna           | Avversarie in finale                          | Punteggio        |
| 1.  | 24 maggio 2008    | Distrigaz Sud, Galați                          | Terra rossa | Antonia Xenia Tout | Kristína Kučová Valentina Sulpizio            | 0-6, 2-6         |
| 2.  | 9 maggio 2009     | Wiesbaden Tennis Open, Wiesbaden               | Terra rossa | Alexandra Stuparu  | Leonie Mekel Pauline Wong                     | 1-6, 3-6         |
| 3.  | 12 dicembre 2009  | Femenino Ciudad de Benicarló, Benicarló        | Terra rossa | Diana Enache       | Romina Oprandi Laura Pous Tió                 | 4-6, 3-6         |
| 4.  | 17 settembre 2011 | Allianz Cup, Sofia                             | Terra rossa | Ioana Raluca Olaru | Nina Bratčikova Darija Jurak                  | 4-6, 5-7         |
| 5.  | 11 febbraio 2012  | Copa Bionaire, Cali                            | Terra rossa | Ioana Raluca Olaru | Karin Knapp Mandy Minella                     | 4-6, 3-6         |
| 6.  | 25 settembre 2016 | Open GDF SUEZ de Bretagne, Saint-Malo          | Terra rossa | Jaqueline Cristian | Lina Ǵorčeska Diāna Marcinkēviča              | 6-3, 3-6, [8-10] |
| 7.  | 22 ottobre 2016   | Open GDF Suez de Touraine, Joué-lès-Tours      | Cemento (i) | Ekaterina Jašina   | Ivana Jorović Lesley Kerkhove                 | 3-6, 5-7         |
| 8.  | 30 ottobre 2016   | Internationaux Féminins de la Vienne, Poitiers | Cemento (i) | Nicola Geuer       | Nao Hibino Alicja Rosolska                    | 0-6, 0-6         |
| 9.  | 3 febbraio 2017   | Open GDF Suez De L'Isere, Grenoble             | Cemento (i) | Cornelia Lister    | Ilona Kramen' Tereza Smitková                 | 1-6, 5-7         |
| 10. | 1º settembre 2017 | Ladies Open Dunakeszi, Dunakeszi               | Terra rossa | Tereza Smitková    | Irina Maria Bara Chantal Škamlová             | 6(7)-7, 4-6      |
| 11. | 9 settembre 2018  | Zagreb Ladies Open, Zagabria                   | Terra rossa | Elena Bogdan       | Andrea Gámiz Aymet Uzcátegui                  | 3-6, 4-6         |
| 12. | 22 settembre 2018 | Open GDF SUEZ de Bretagne, Saint-Malo          | Terra rossa | Diāna Marcinkēviča | Cristina Bucșa Maria Fernanda Herazo Gonzalez | 6-4, 1-6, [8-10] |